# Isabel Téllez de Castilla

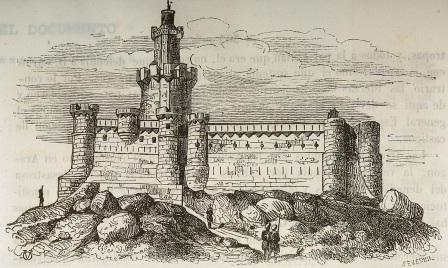
Castillo de Guevara construido en el en lo alto de una colina ubicada en Guevara en la provincia de Álava en el País Vasco, España.

Isabel Téllez de Castilla (m. 30 de diciembre de 1401), fue una de las hijas legitimada del infante Tello de Castilla y de Juana García de Villamayor y señora de la Torre-Palacio de Guevara por su matrimonio con Pedro Vélez de Guevara, señor de Oñate.

## Orígenes familiares

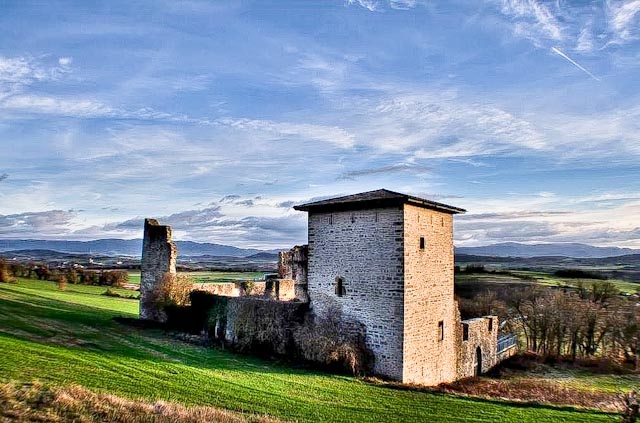
La familia Guevara en el, edificó la Torre y Palacio de Guevara a los pies de la colina donde se encuentra el Castillo de Guevara. No obstante, la tragedia asoló a estos edificios y sus habitantes durante la II Guerra Carlista. Ambos fueron asediados y quedaron totalmente destruidos.

Hija legitimada del infante Tello de Castilla y de Juana García de Villamayor. Sus abuelos paternos fueron el rey Alfonso XI de Castilla y Leonor de Guzmán.

## Descendencia
De su matrimonio con Pedro Vélez de Guevara, nacieron seis hijos, entre los cuales se encuentran: Blanca, Beltrán, Juan Ladrón, Isabel, Pedro Vélez de Guevara y Tellez de Castilla, señor de Oñate, y Leonor de Guevara y Téllez de Castilla que contrajo matrimonio con Sancho Martínez de Leyva, señor de las Villas de Leyva, Baños de Rioja, Yzcaray y Santurde, señor del Castillo de Leiva.

## Sepultura
Falleció el 30 de diciembre de 1401 y recibió sepultura en la capilla mayor del convento de San Francisco de Vitoria. En ese lugar debieron reposar sus restos hasta prácticamente el mismo momento de la demolición del citado monasterio (ca. 1930). 
Hay que señalar que la elección de esta capilla del convento vitoriano como lugar de enterramiento no parece casual, en el sentido que este oratorio había sido fundado por Berenguela López de Haro una de las más ilustres antepasadas de Isabel. 
Con el tiempo, en el mismo espacio, acabaron enterrándose otras parientes suyas:  Leonor de Guzmán y María Hurtado de Mendoza. Este hecho resulta llamativo (sobre todo tratándose de un convento masculino) y parece indicar que, con sus tumbas allí, aquellas mujeres, no sólo buscaban la reafirmación del linaje que compartían, sino también la reivindicación del papel de sus mujeres dentro de él.
En el sepulcro de Isabel, que era de mármol, se podía leer la siguiente inscripción:
"Aquí yace Donna Isabel que Dios perdone, amén, nieta del muy noble rey Alfonso de Castiella e fija del conde D. Tello y muger que fue de D. Pedro Velaz de Guevara, fijo de D. Beltrán de Guevara, XXX diciembre anno del nascimento del Salvador mil CCCC"